# Caneyville
La ville de Caneyville est située dans le comté de Grayson, dans l’État du Kentucky, aux États-Unis. Sa population s’élevait à 608 habitants lors du recensement de 2010, estimée à 612 habitants en 2016.

## Source
- (en) Cet article est partiellement ou en totalité issu de l’article de Wikipédia en anglais intitulé « Caneyville, Kentucky » (voir la liste des auteurs).